# Powiat Senec
Powiat Senec (słow. okres Senec) – słowacka jednostka podziału administracyjnego znajdująca się w kraju bratysławskim, zajmuje obszar 360,63 km². Powiat Senec zamieszkiwany jest przez 51 825 obywateli (w roku 2001), z czego 20,4% stanowi mniejszość węgierska. Średnia gęstość zaludnienia wynosi 143,71 osób na km².